# 雀部道奥
雀部 道奥（さざきべ の みちのく、生没年不詳）は、奈良時代後期の貴族。名は陸奥とも記される。姓は朝臣。官位は従五位下・常陸介。

## 出自
雀部朝臣は『新撰姓氏録』「左京皇別上」によると、巨勢朝臣と同祖であり「建内宿禰之後也」とある。星河建彦宿禰が応神天皇の御世に皇太子の大鷦鷯尊（仁徳天皇）に皮って、木綿襷（ゆうたすき）を繋けて、御膳を掌監した、因って大雀臣の名を賜った、とあり、膳部を職掌としていたことが記されている。「摂津国皇別」にも「巨勢朝臣同祖、建内宿祢命之後也」とある。
『古事記』孝元天皇段には、建内宿禰の子、許勢小柄宿禰が許勢臣・雀部臣・軽部臣の祖とある。『日本書紀』によると天武天皇13年（684年）11月に朝臣を賜姓されている。

## 経歴
孝謙朝の天平勝宝6年（754年）2月30日付の「舎人等上日申送解」に造東大寺司の官人として自署している。
称徳朝の天平宝字8年（764年）10月、藤原仲麻呂の乱後の論功で、賀茂田守・石村石楯らとともに従六位上から従五位下に叙せられ、同月、佐伯美濃麻呂の後任の常陸介に任命される。翌月には員外介として難波奈良が付けられている。
その後、しばらく記録が途絶えているが、光仁朝の宝亀2年（771年）9月、安曇石成の後任の若狭守に任じられている。

## 官歴
注記のないものは『続日本紀』による。
- 天平勝宝6年（754年）2月30日：見造東大寺司官人（『大日本古文書による』）
- 時期不詳：従六位上
- 天平宝字8年（764年）10月7日：従五位下。同月28日：常陸介
- 宝亀2年（771年）9月16日：若狭守